# 미쓰비시 eK
미쓰비시 eK는 일본의 자동차 회사인 미쓰비시자동차공업이 생산하고 판매하는 경자동차이다.

## 1세대

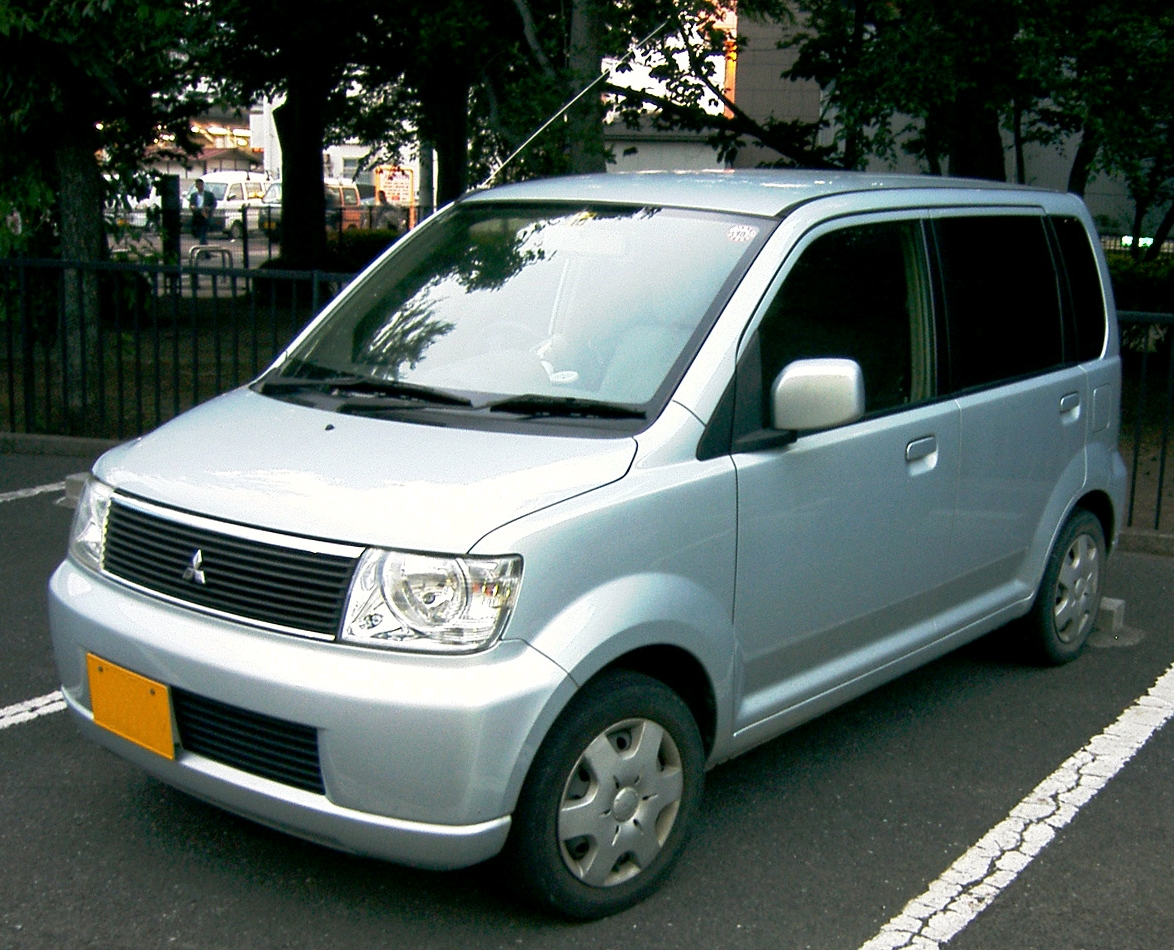
왜건 전기형

2001년 출시되었다. 파생형으로는 2002년에 발매한 eK 스포츠, 2003년에 발매한 eK 클래시, 2004년에 발매한 ek 액티브가 있었다. 2004년 12월에 페이스리프트를 하였고, 2005년에는 닛산 자동차에서 뱃지 엔지니어링을 거쳐 오티를 발매하였다. 2006년에 2세대 모델의 출시로 단종되었다.

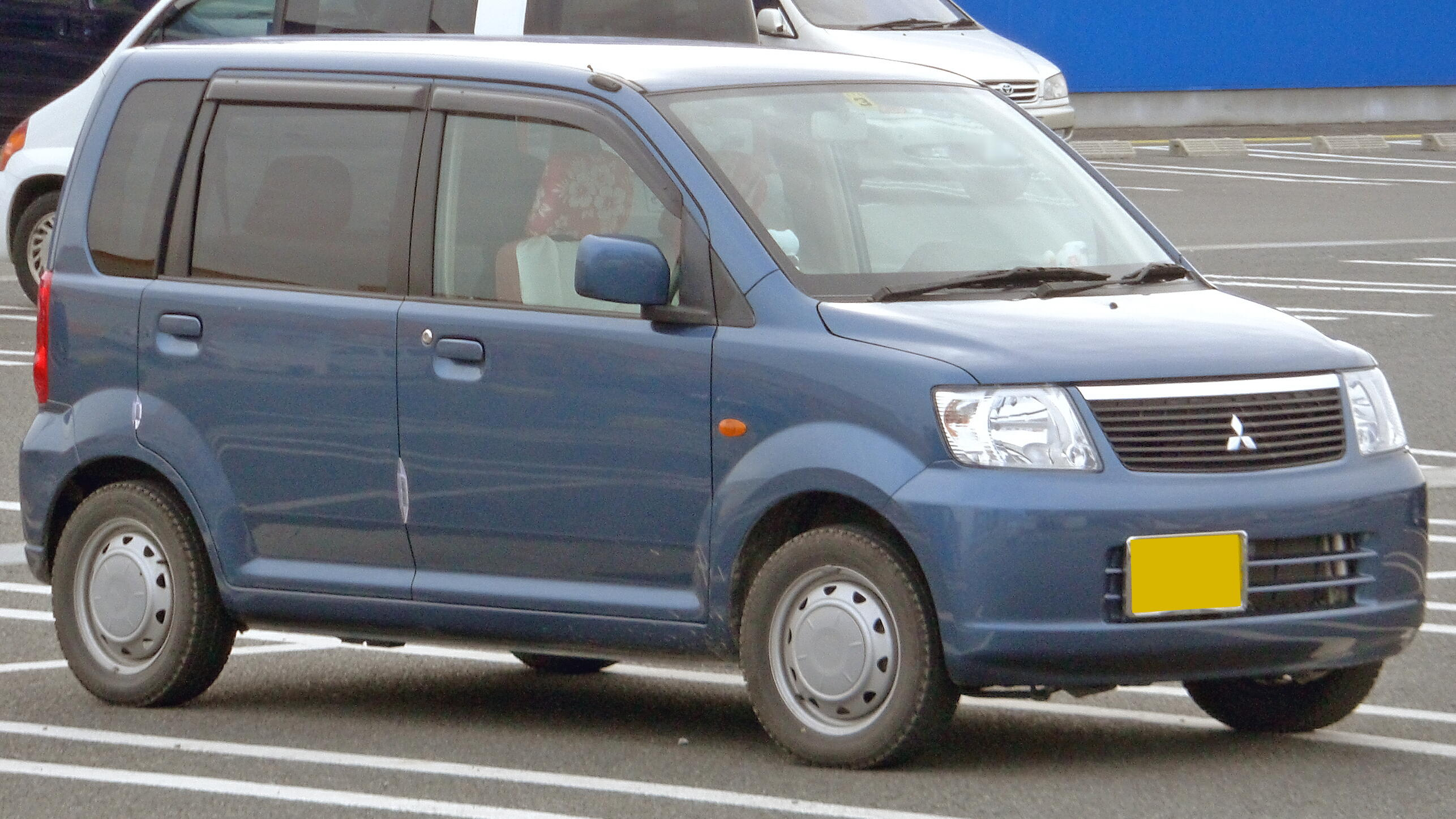
왜건 후기형 전면부
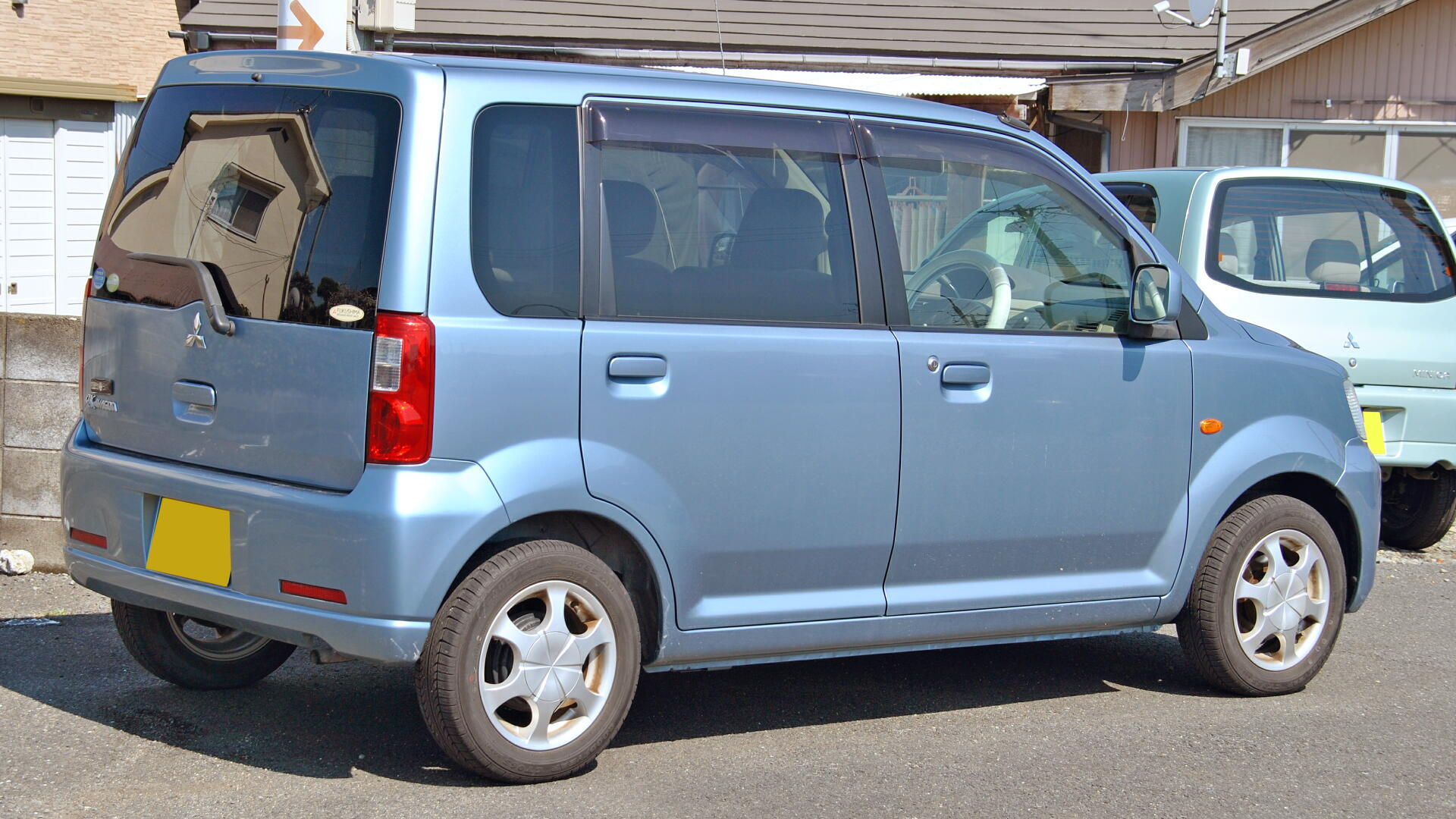
왜건 후기형 후면부
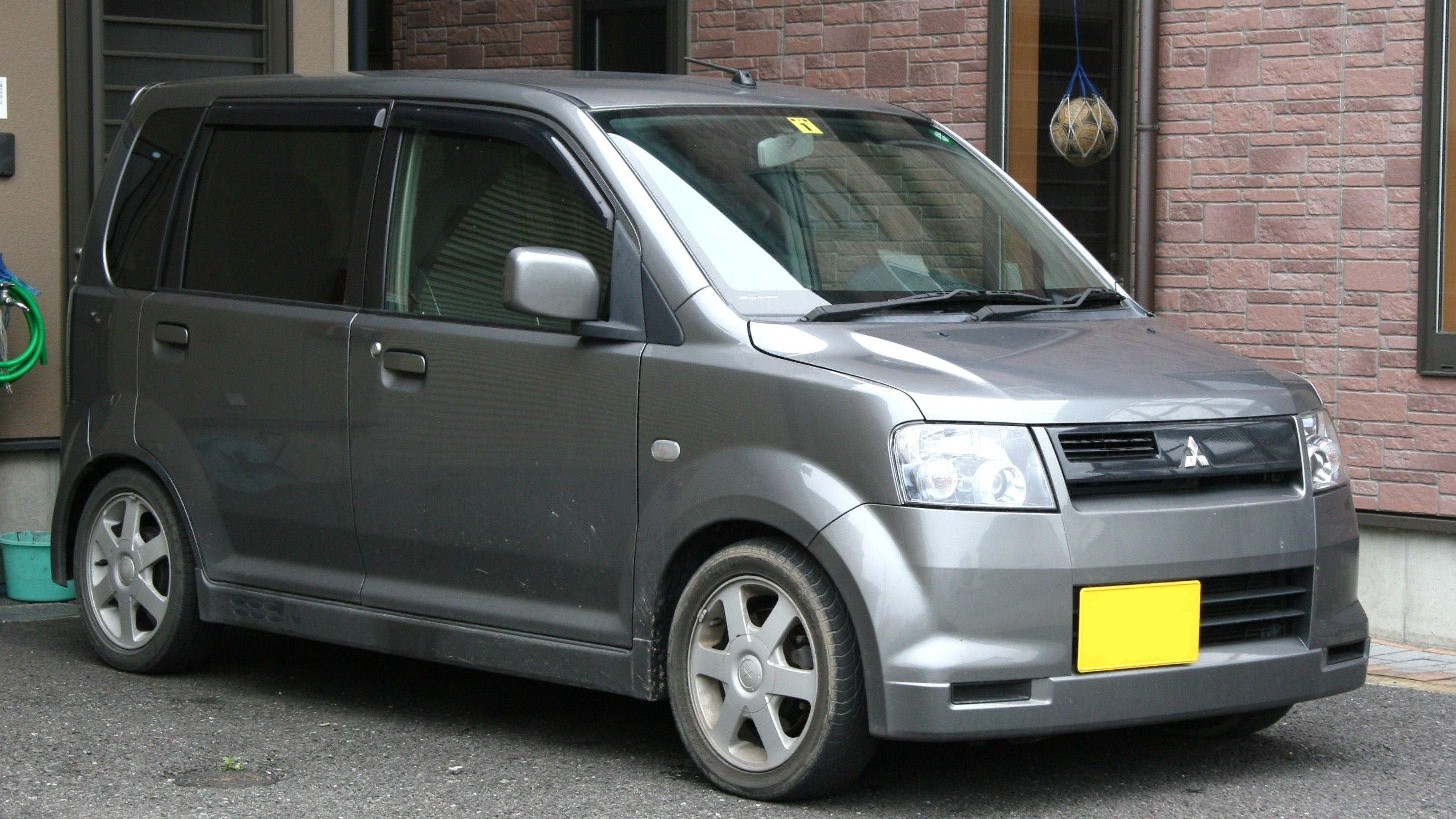
스포츠 전기형 전면부
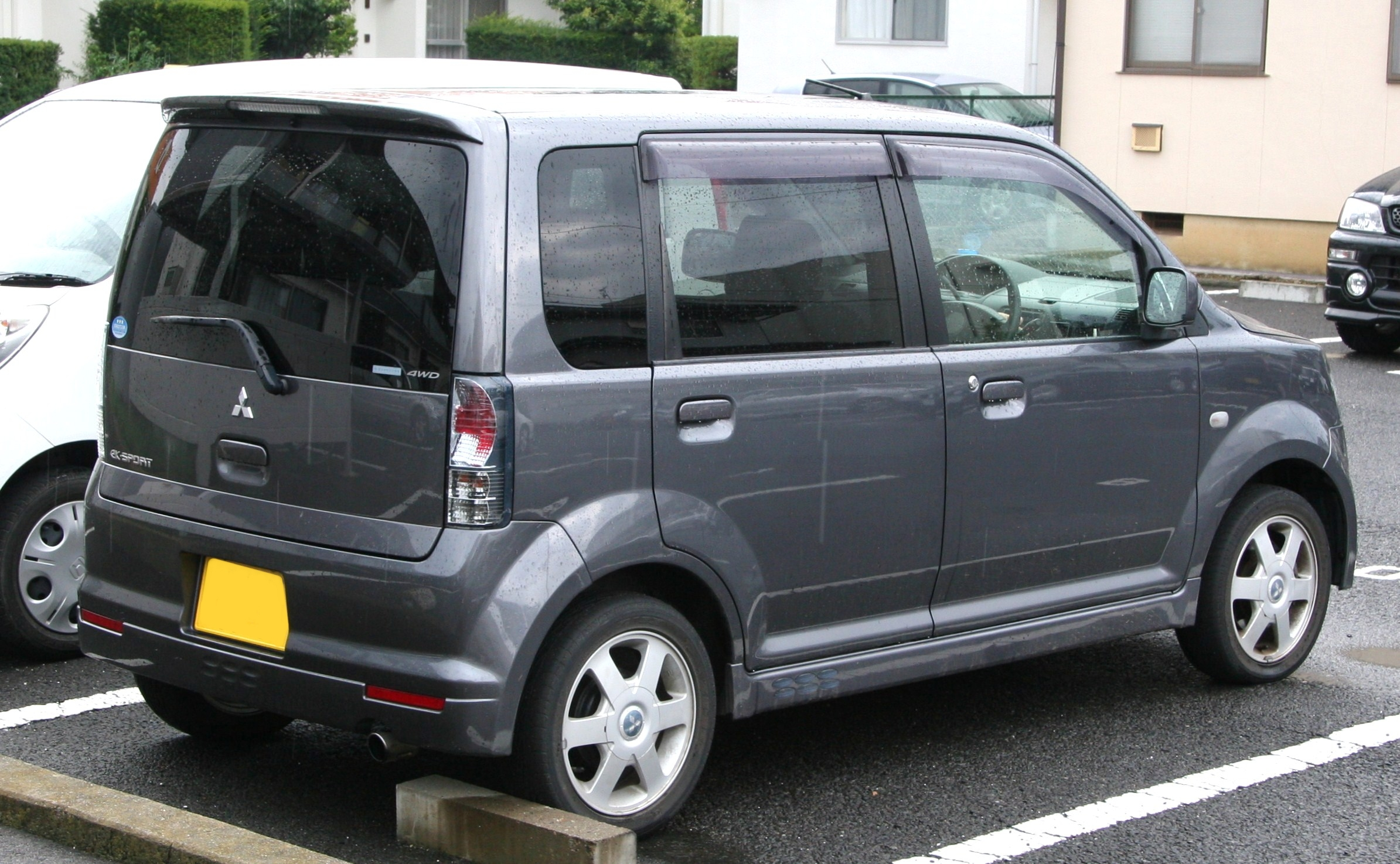
스포츠 전기형 후면부
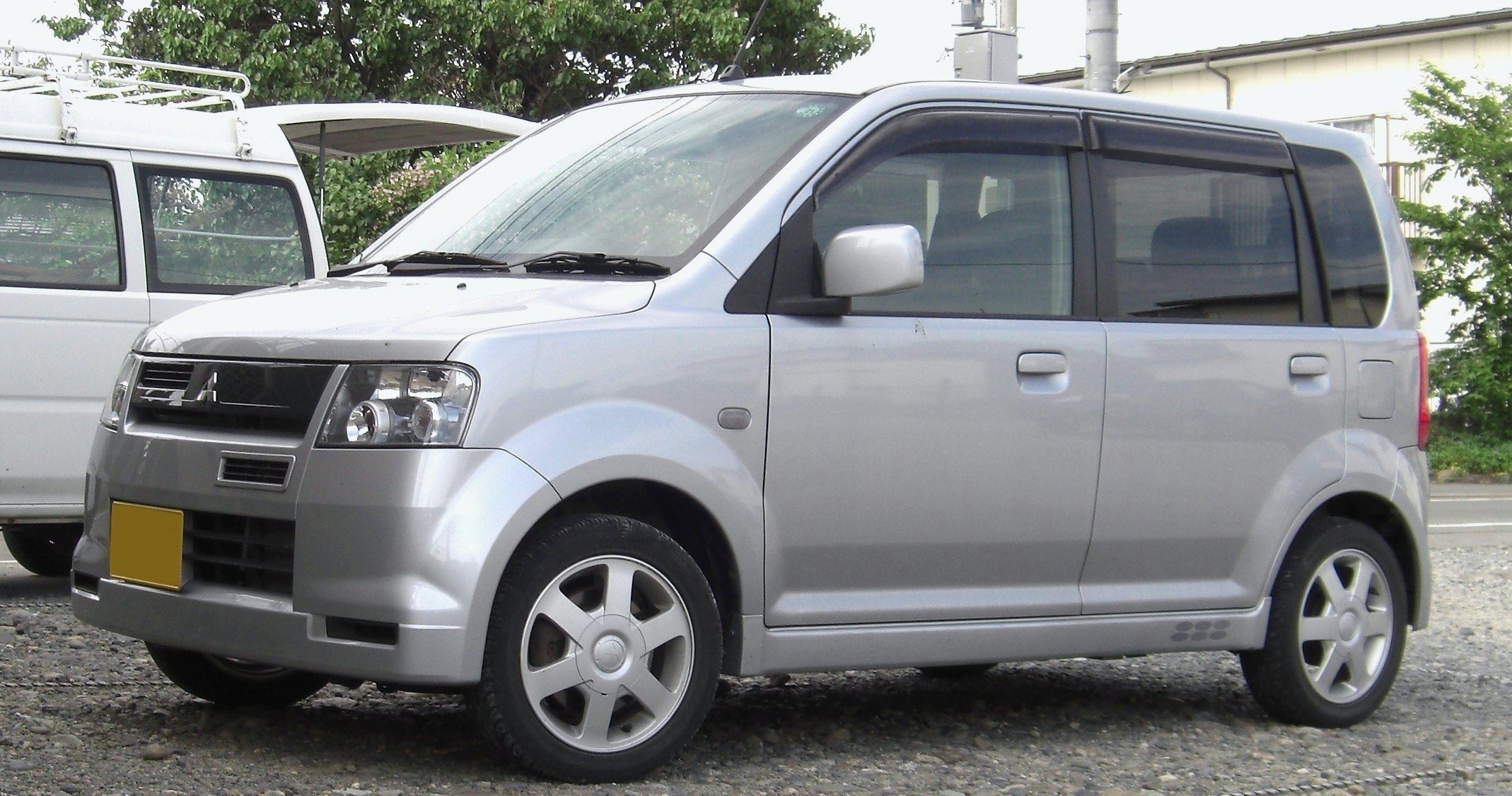
스포츠 후기형 전면부
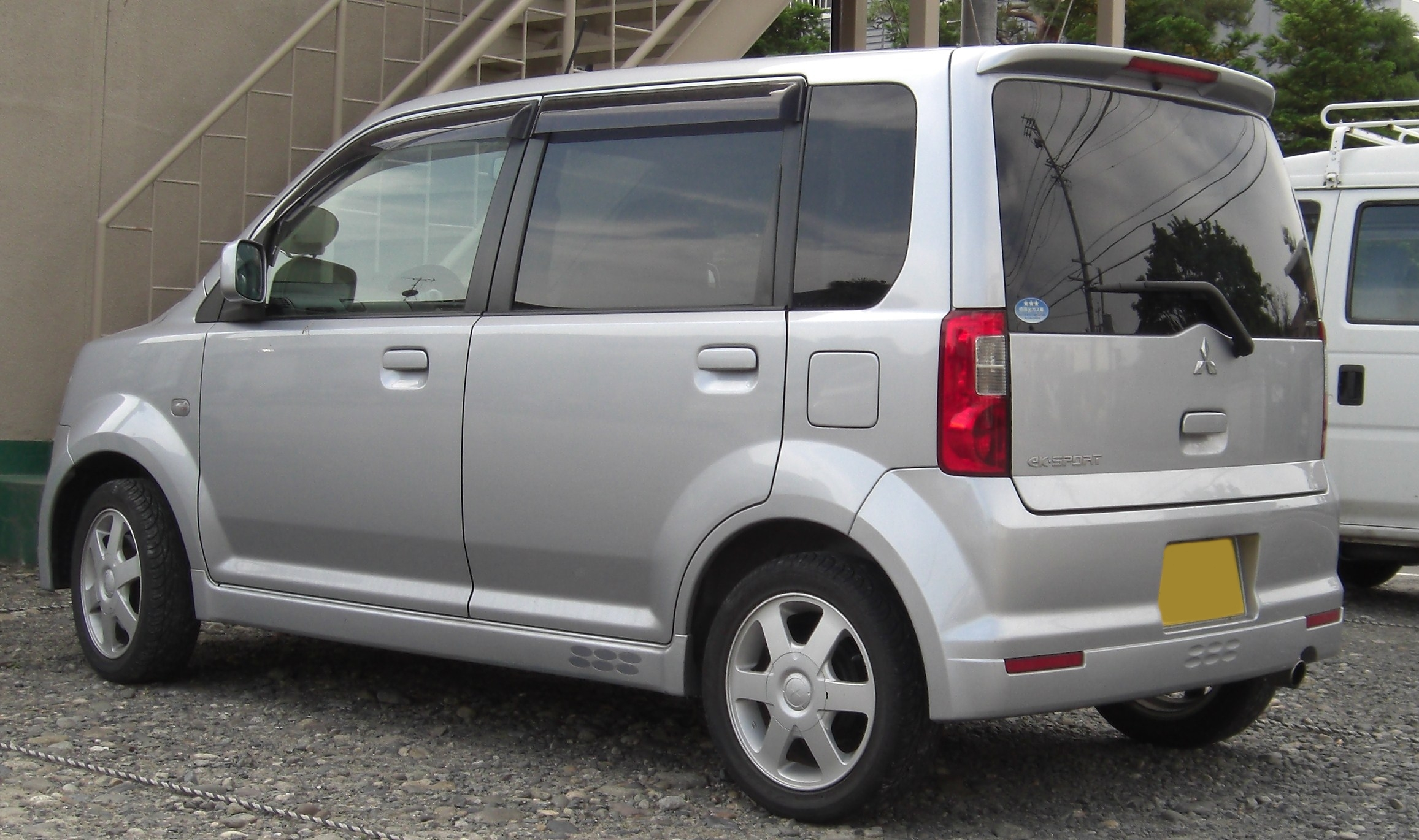
스포츠 후기형 후면부
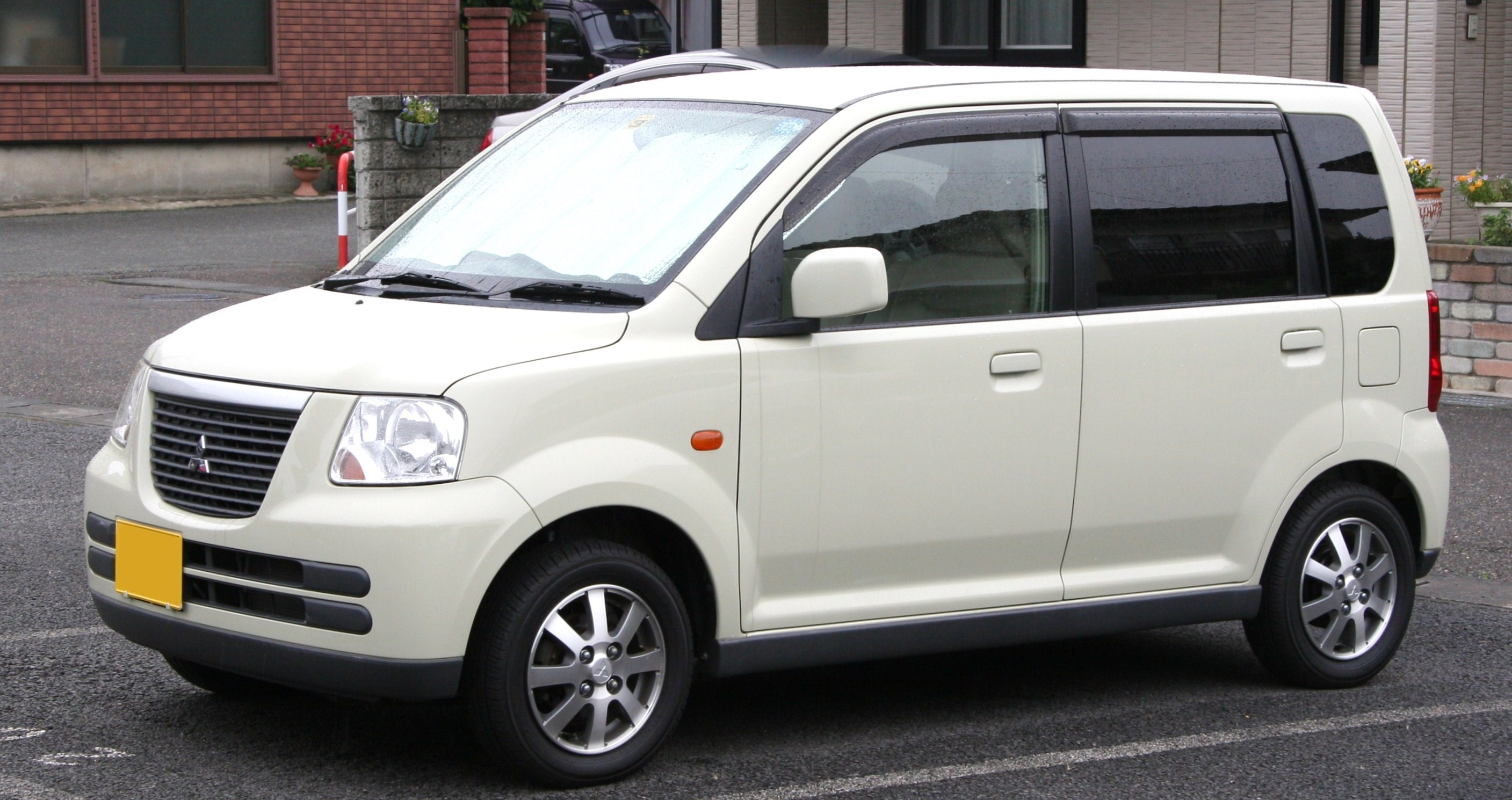
클래시 전면부
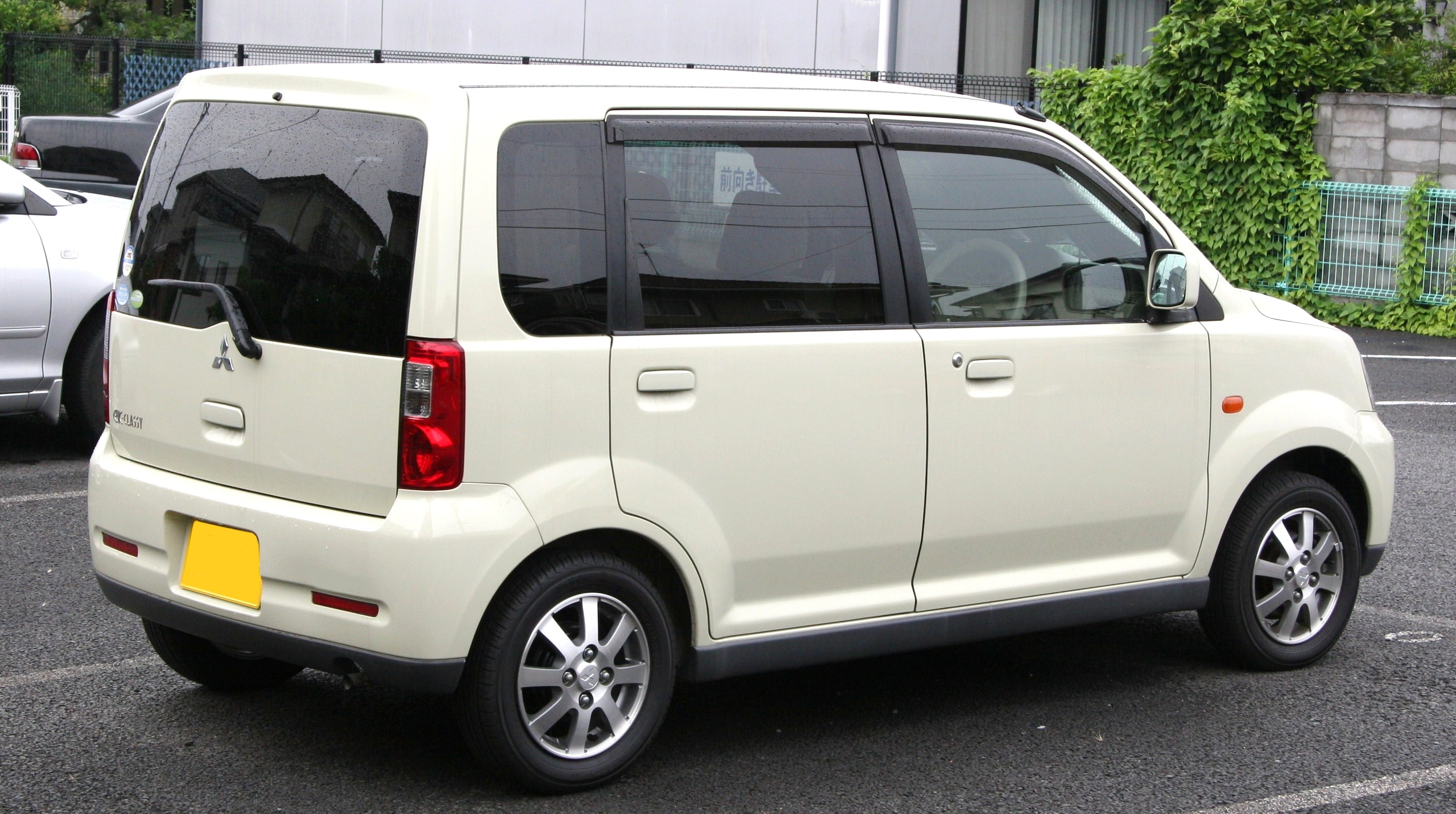
클래시 후면부
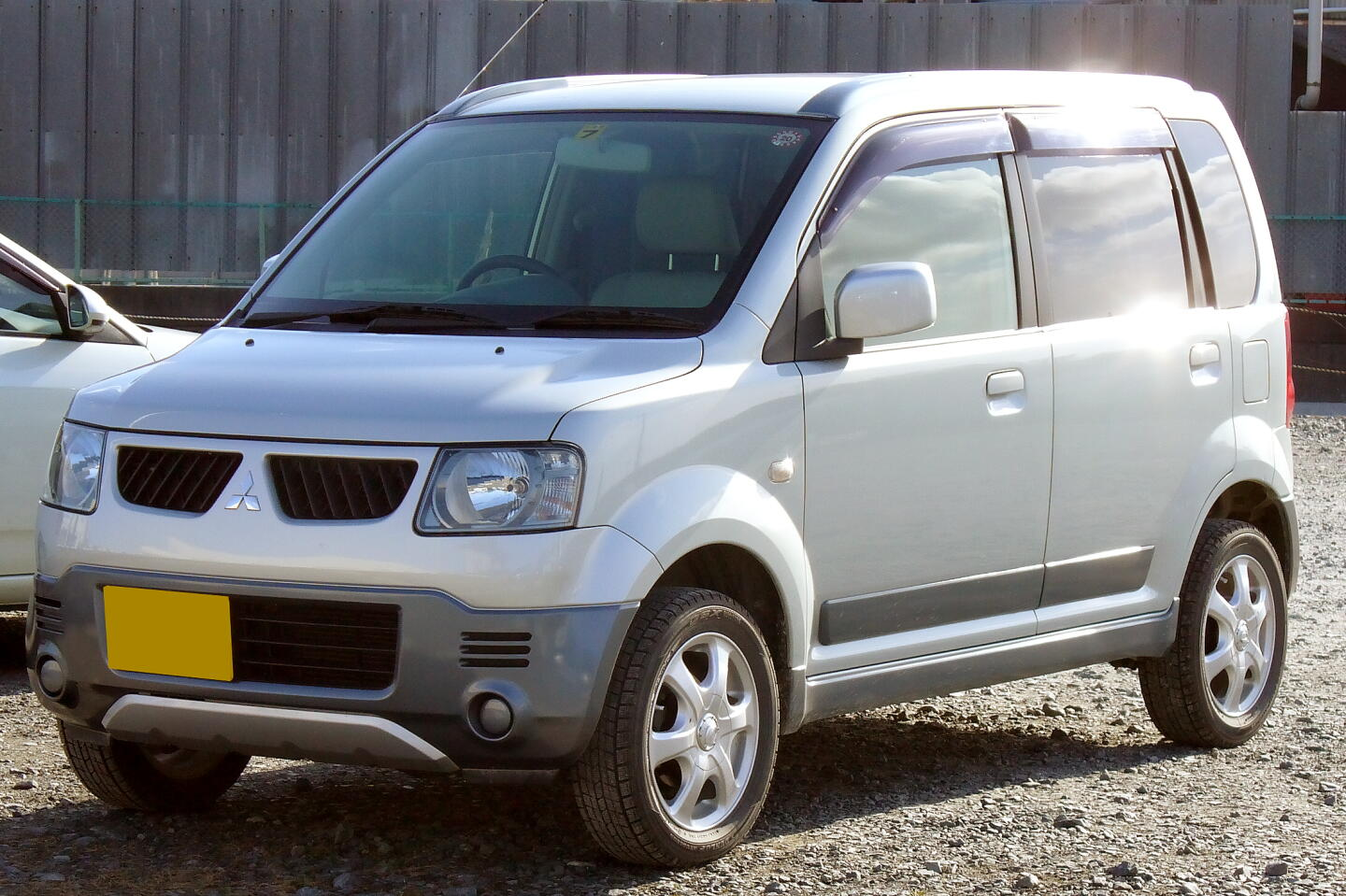
액티브 후면부
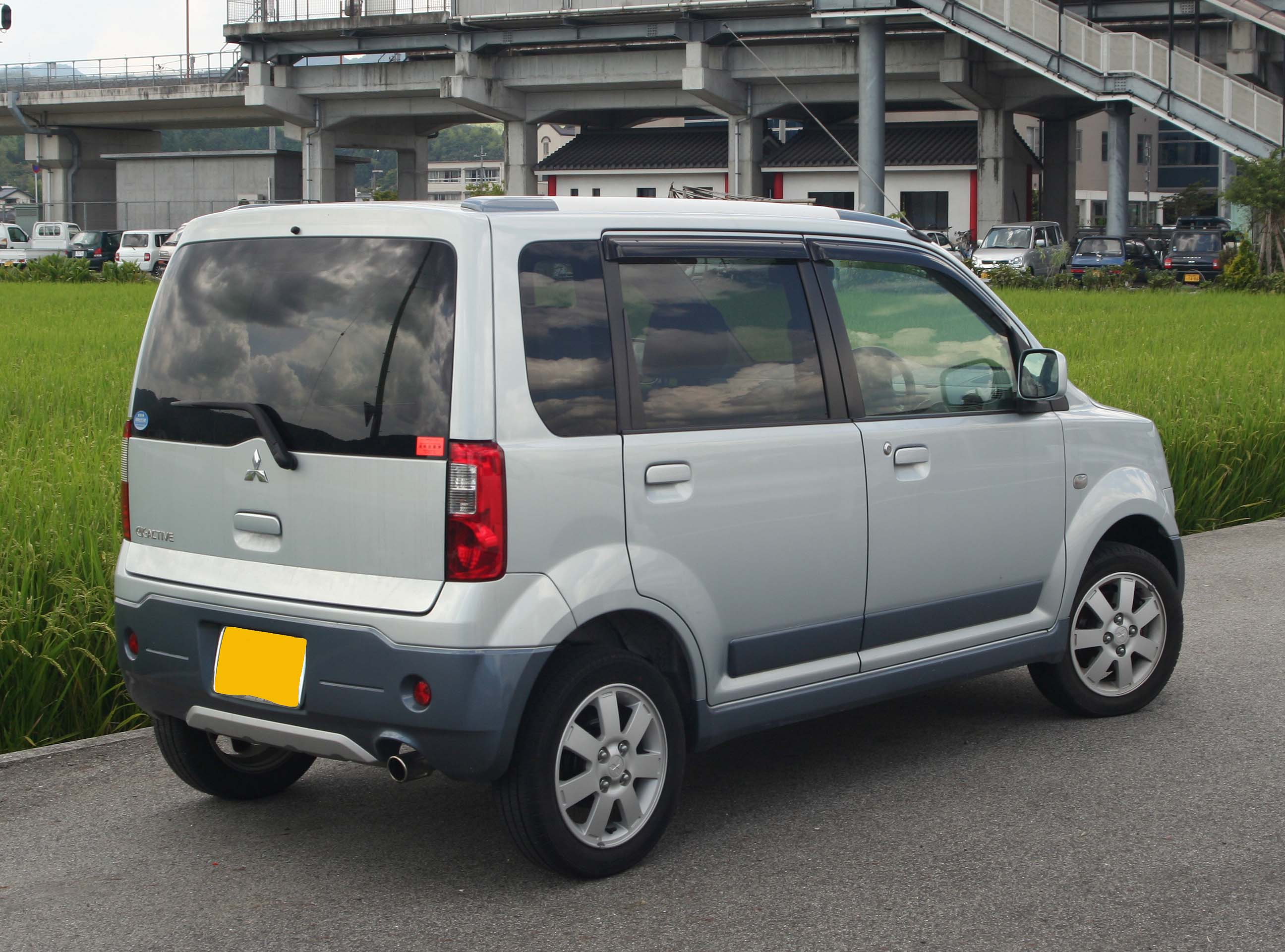
액티브 후면부

## 2세대

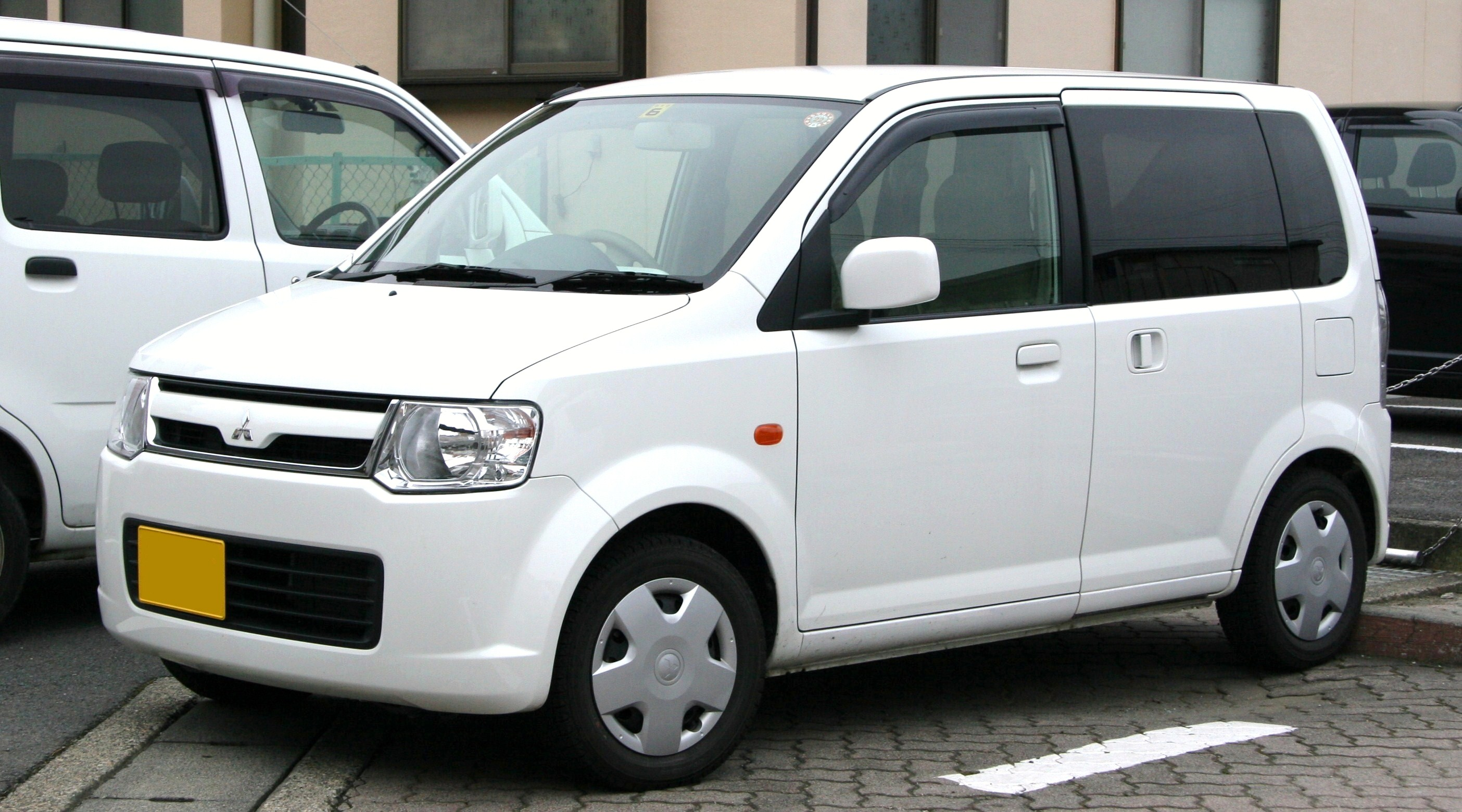
왜건 전기형 전면부

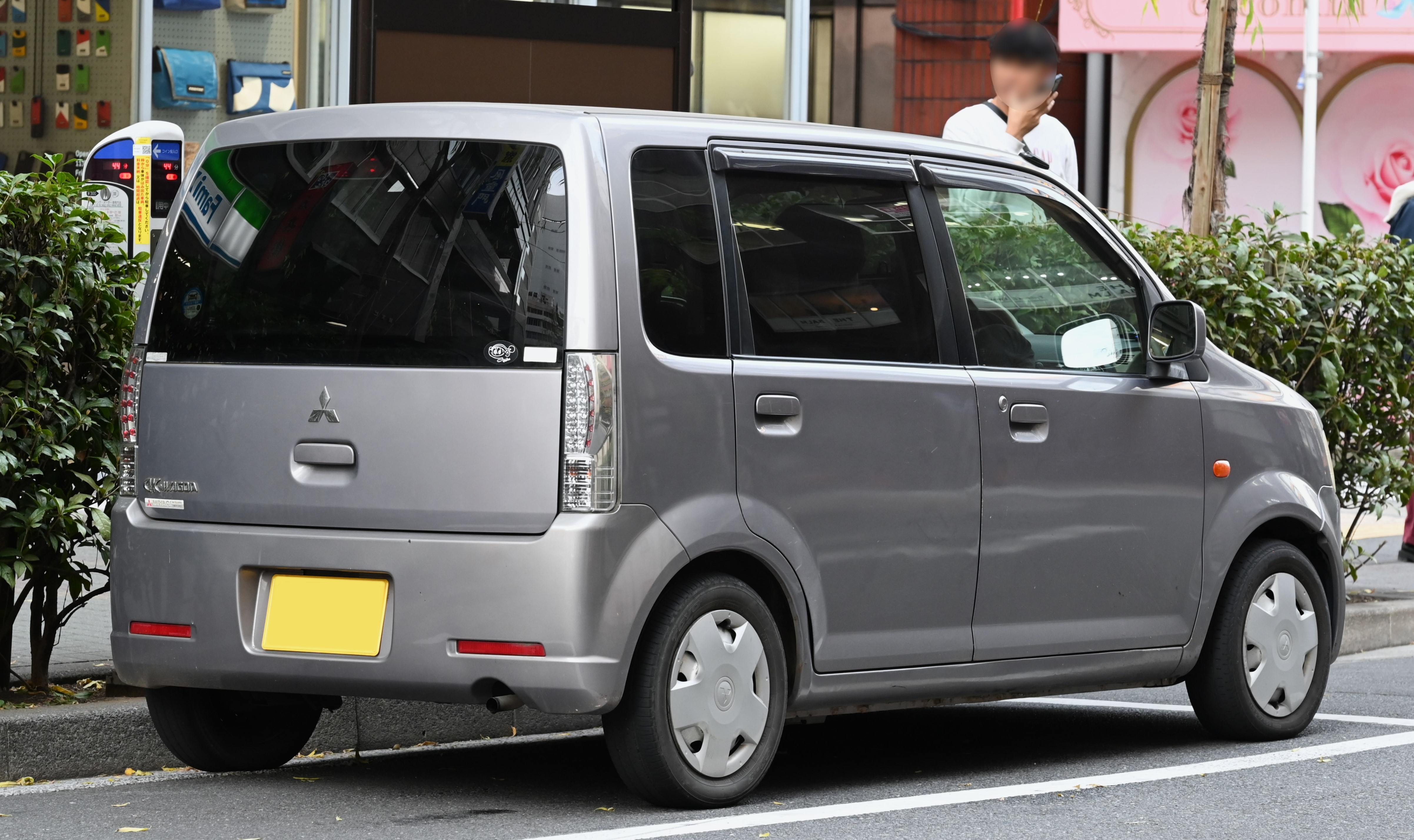
왜건 전기형 후면부

2006년 출시되었으며 경자동차 최초로 LED 후미등을 적용하였고, 조수석에 슬라이딩 도어를 채용하였다. 동년에 굿 디자인 상을 수상하였다. 전세대에 있던 eK 액티브는 등장하지 않았으며, 왜건과 스포츠만 남았다. 2008년 페이스리프트 모델이 발매되었고, 2013년 단종되었다.

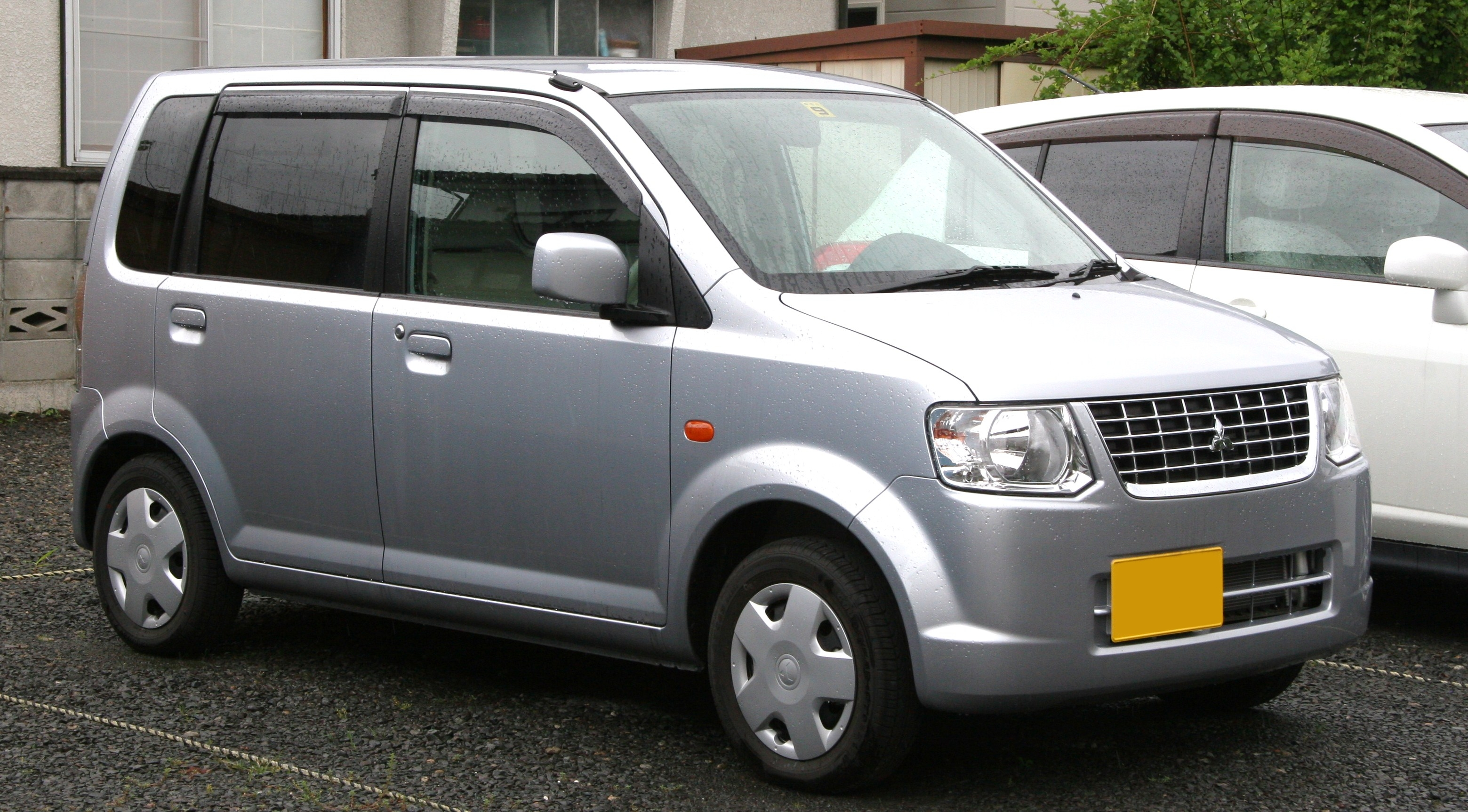
후기형 전면부
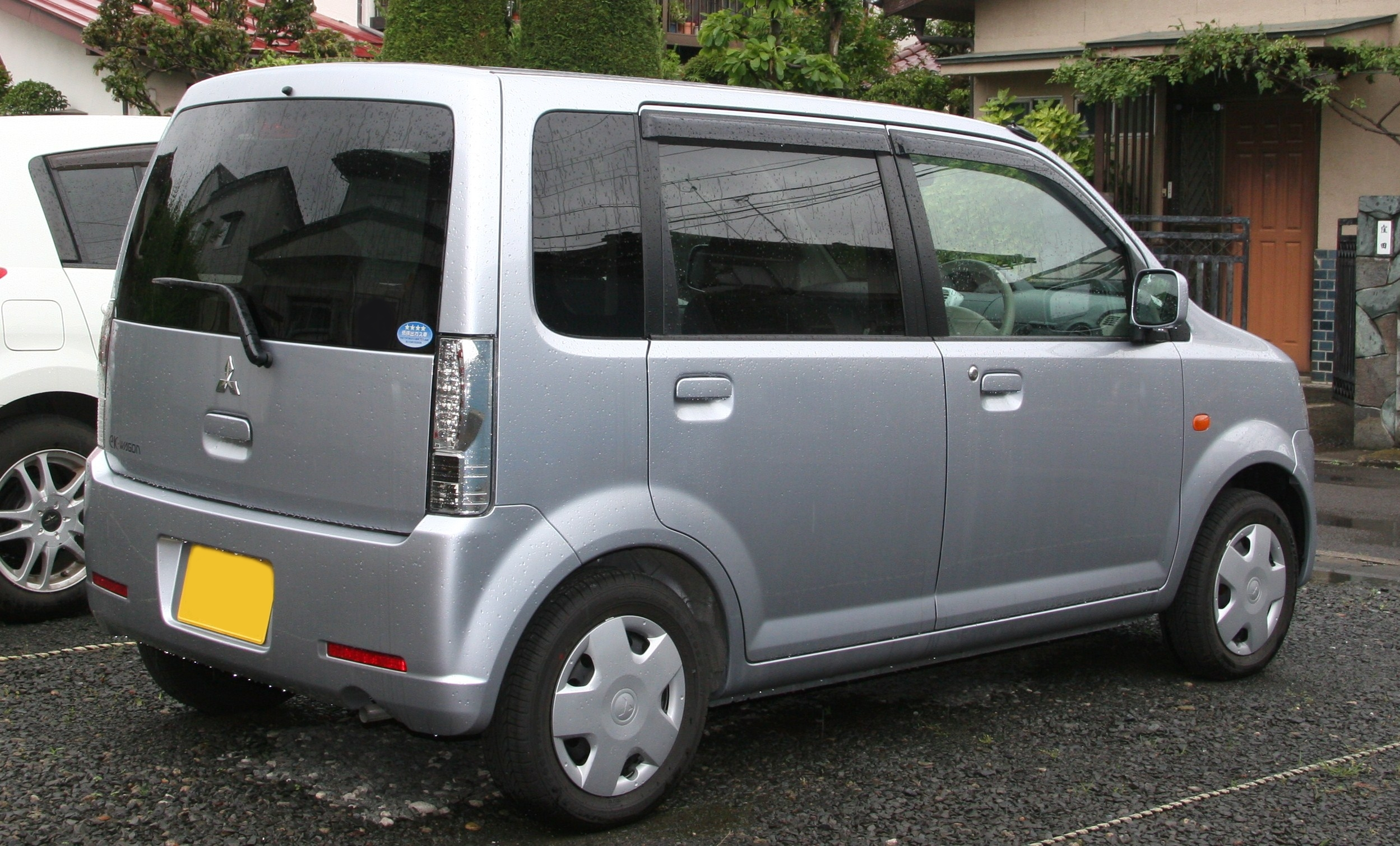
후기형 후면부
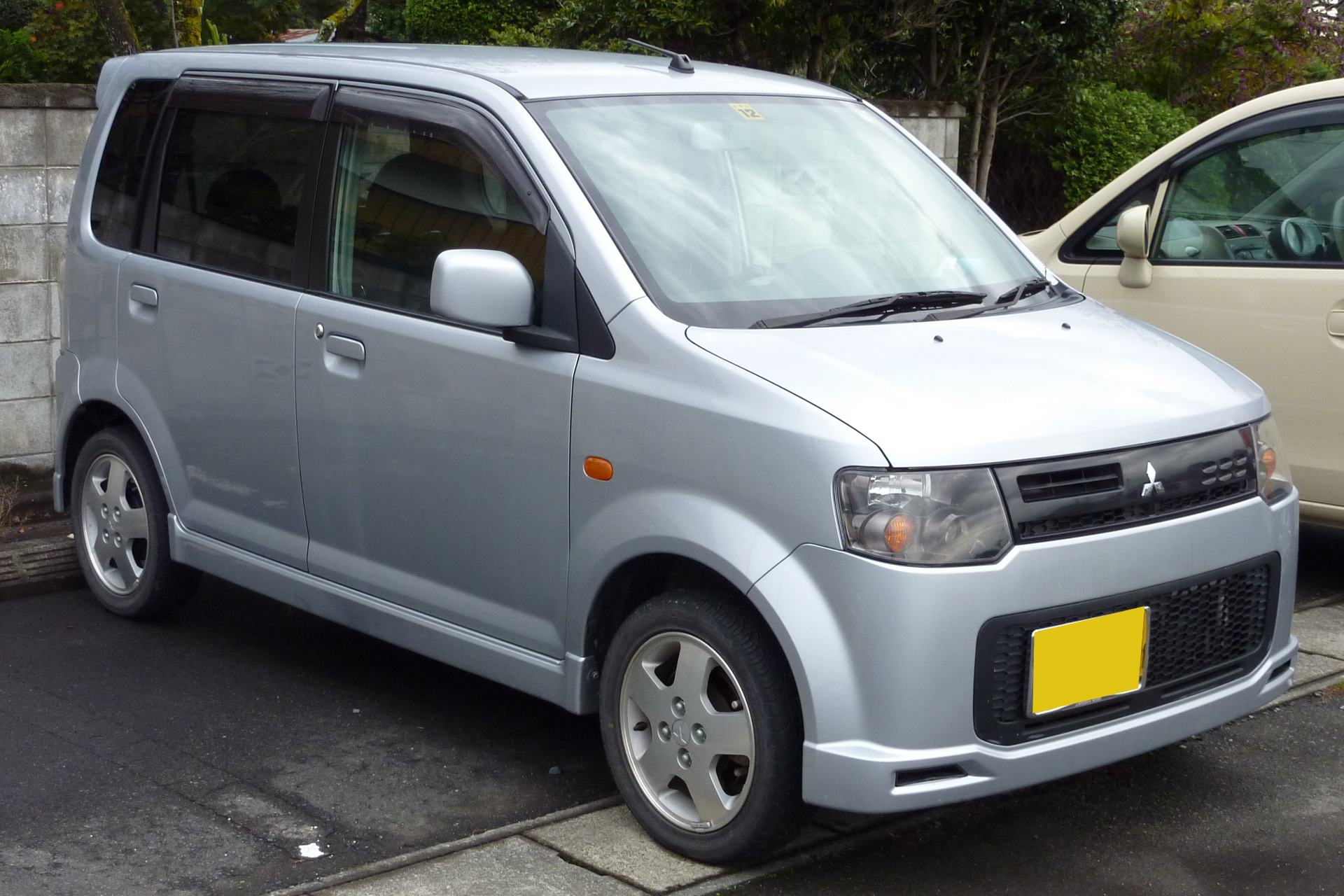
스포츠 전기형
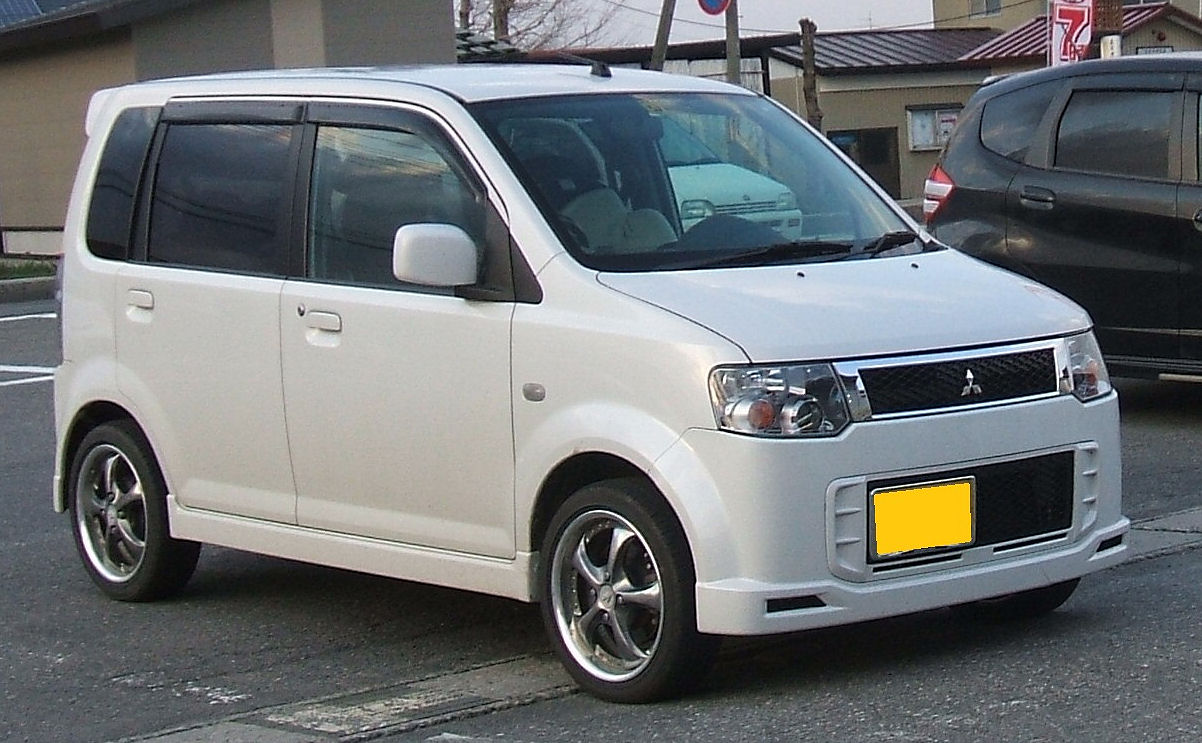
스포츠 후기형

## 3세대

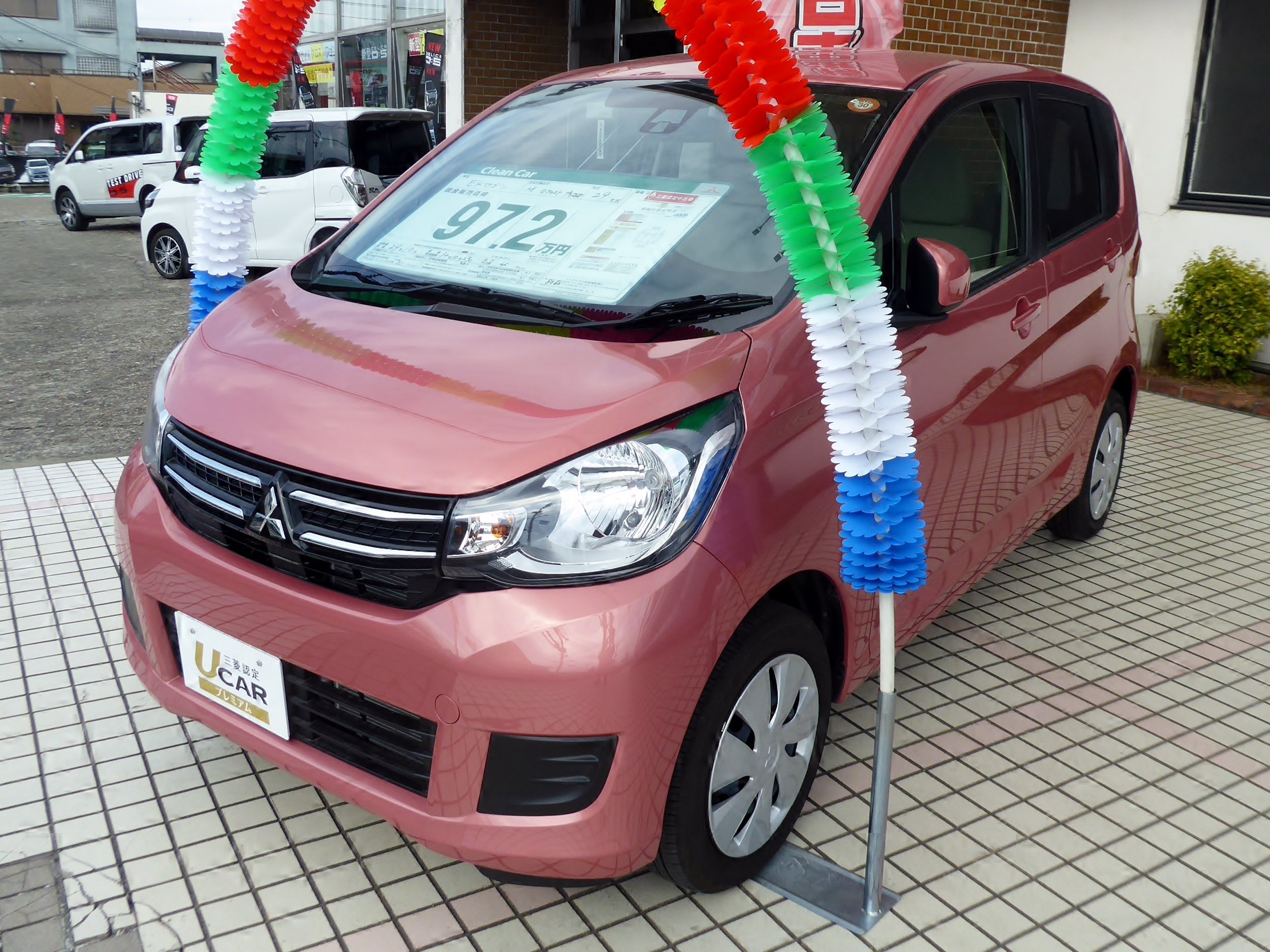
eK 전면부

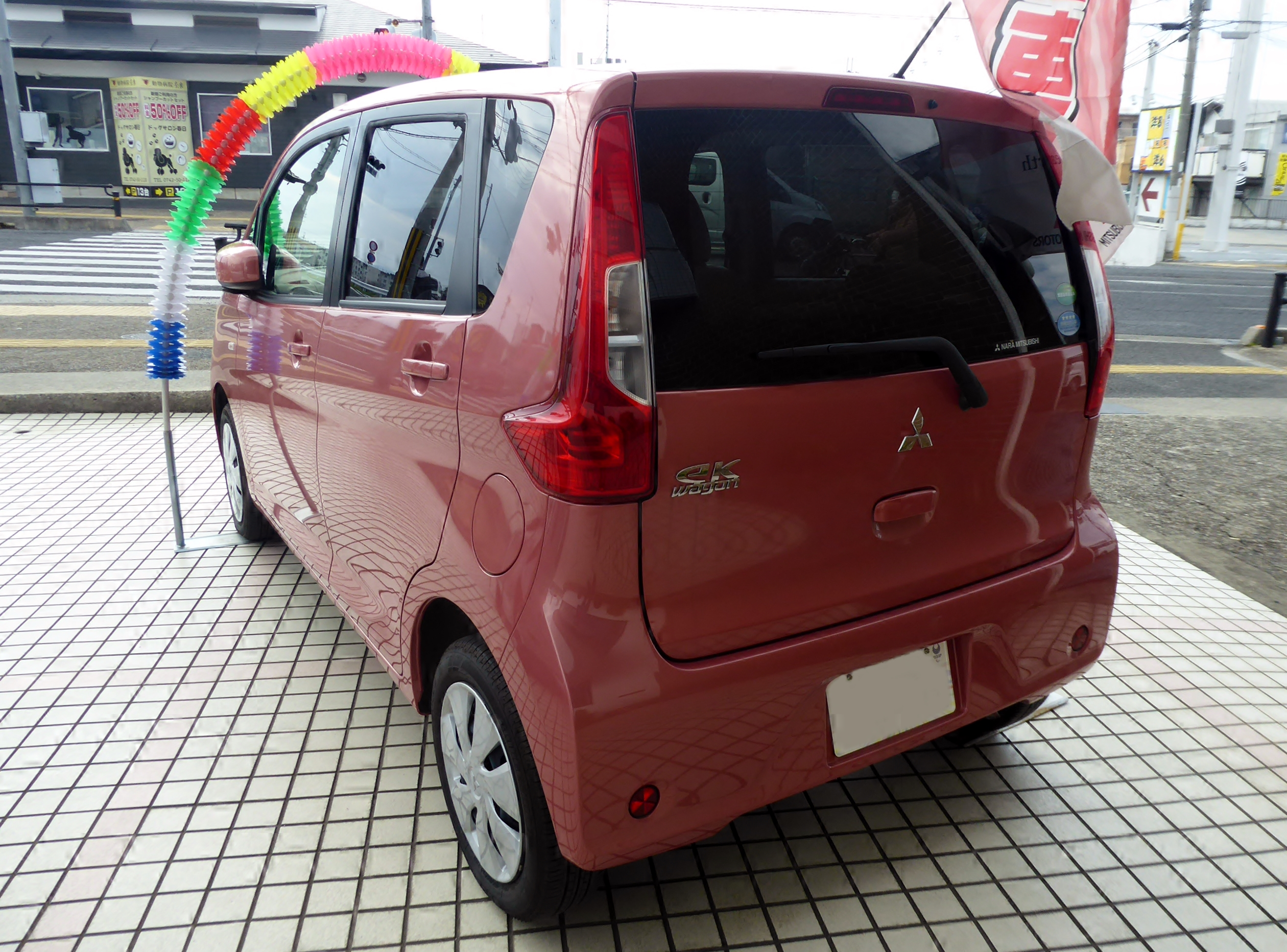
eK 후면부

닛산 자동차와 미쓰비시자동차공업의 합작으로 설립된 NMKV에서 개발을 진행하였고, 2013년 공개되었다. 닛산 버전의 경우, 오티에서 데이즈로 명칭이 변경되었다. 기존에 판매되었던 eK 스포츠는 eK 커스텀으로 명칭이 변경되었다. 2015년 마이너체인지를 하였으며, 2017년에는 액티브 기어 사양을 발매하였다. 2019년 초에 생산이 종료되었다.

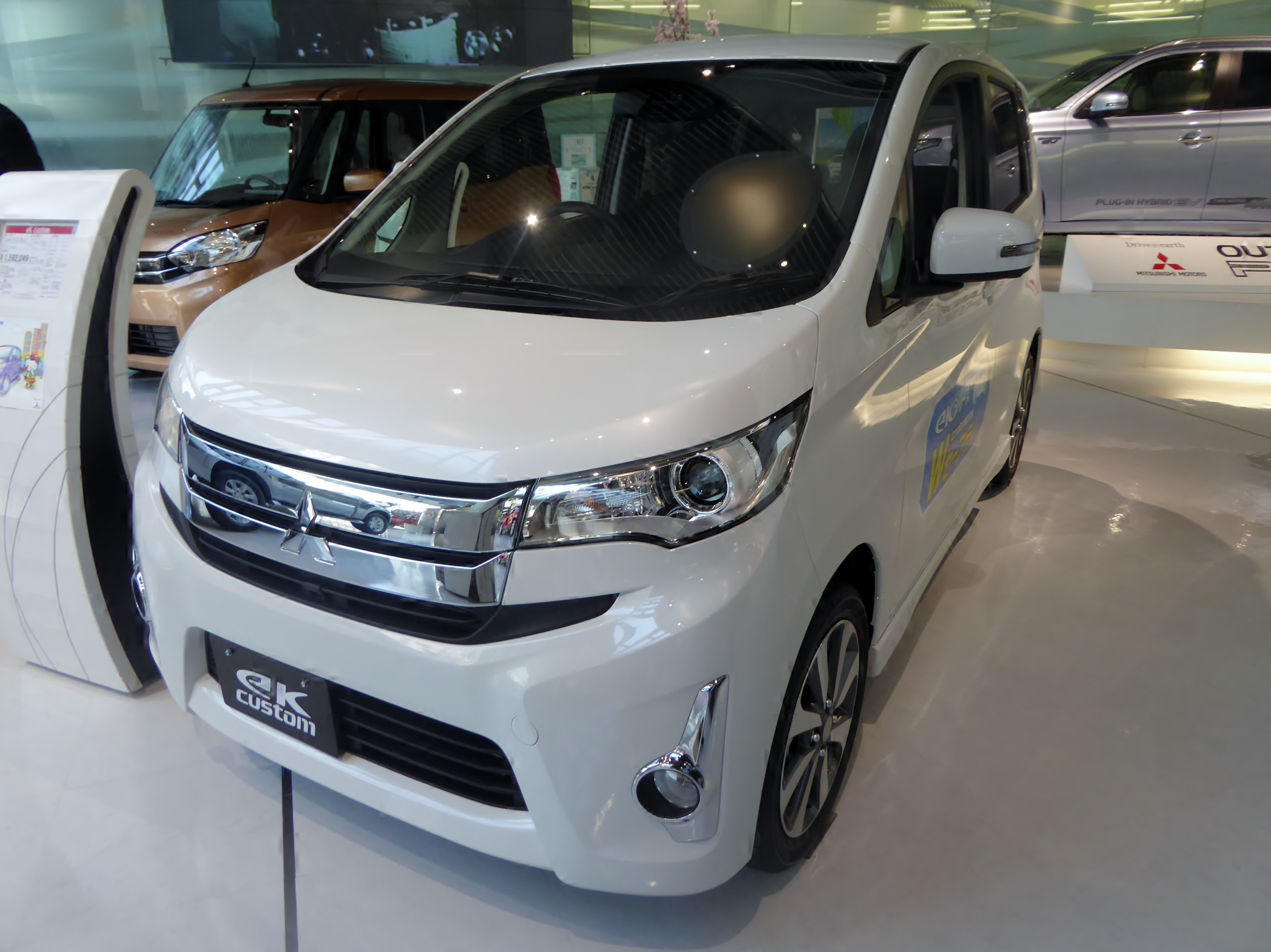
eK 커스텀 전면부
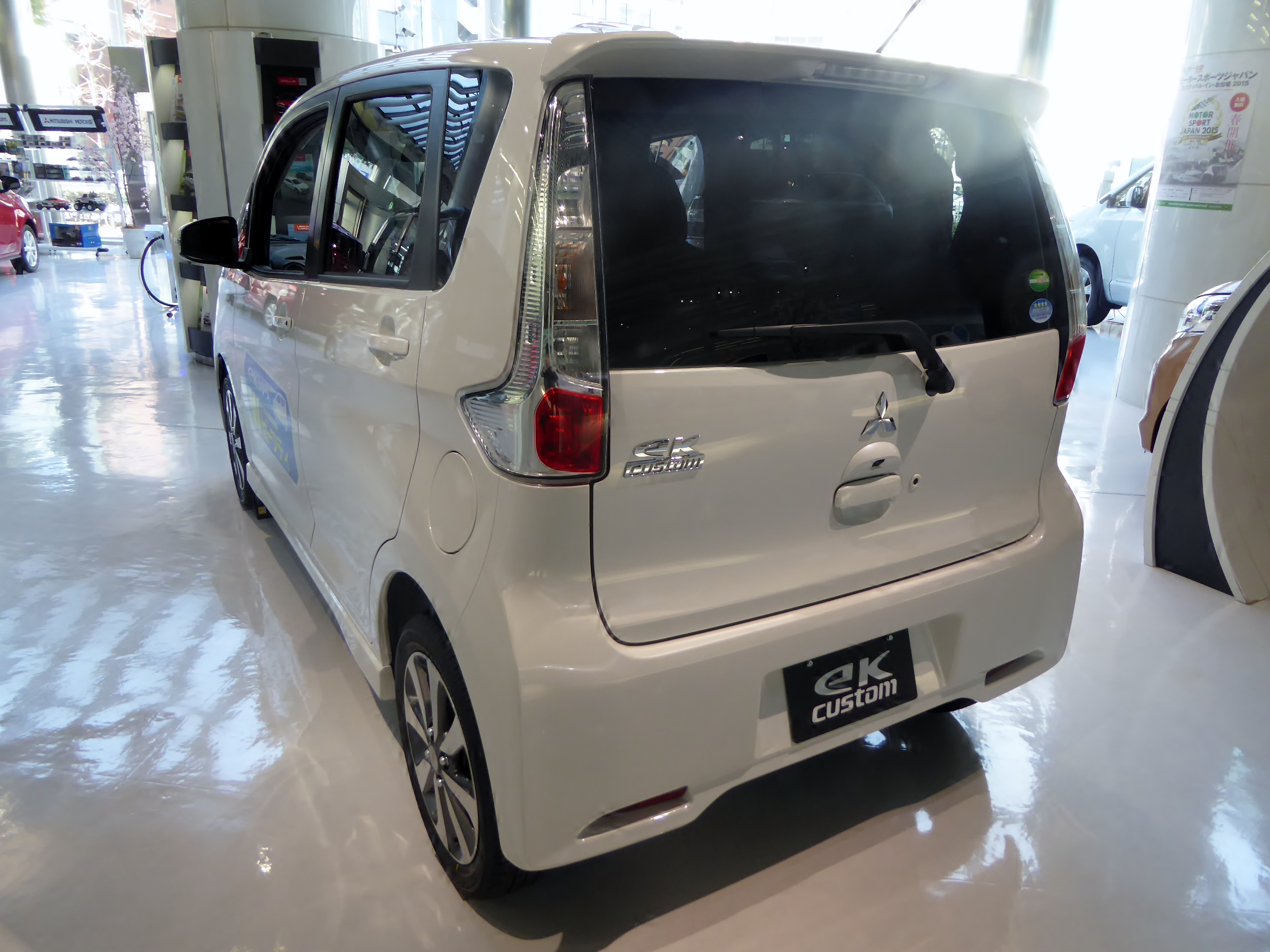
eK 커스텀 후면부

## 4세대

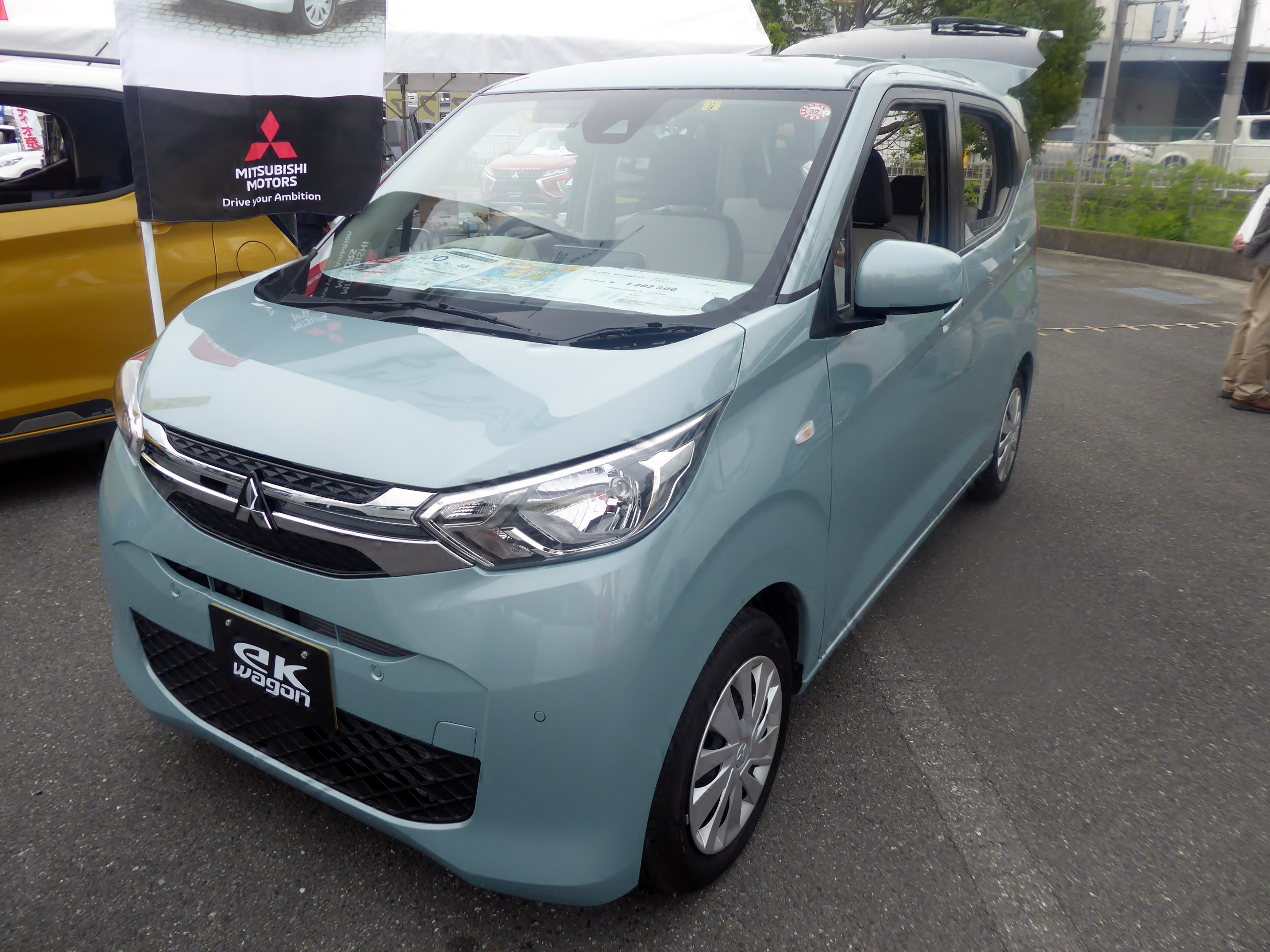
eK 전면부

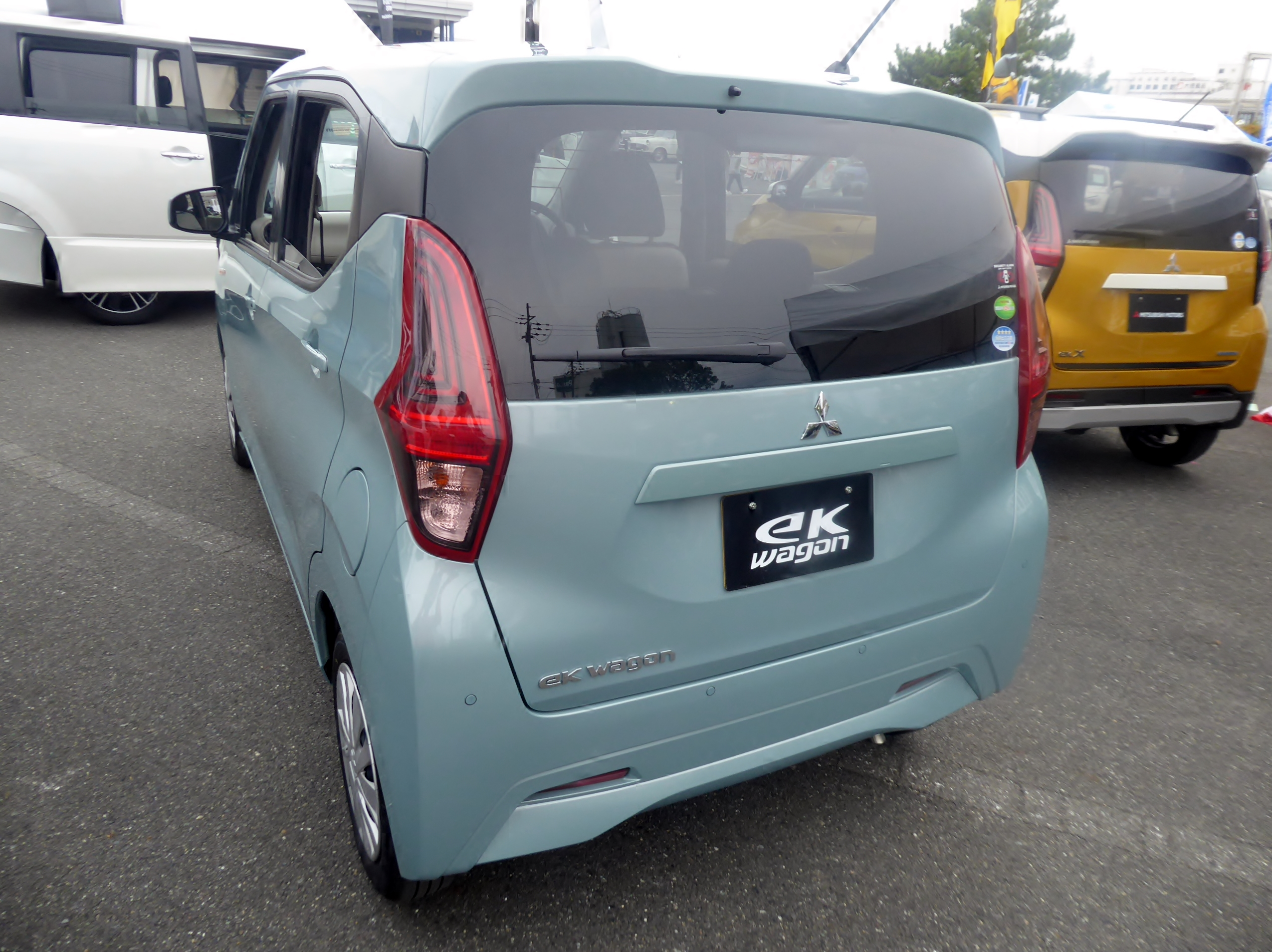
eK 후면부

2019년 출시되었으며, 기존의 커스텀 대신 ek 크로스가 발매되었다. 미쓰비시가 르노-닛산 얼라이언스에 인수됨에 따라서 닛산 CMF-A 플랫폼을 기반으로 하여 개발되었고, 기존의 3B2형 엔진 대신 닛산 BR엔진을 장착하였다. 동년에 닛산 데이즈와 함께 2019-2020 일본 카 오브 더 이어 '스몰 모바일 부문 상'을 수상했다.

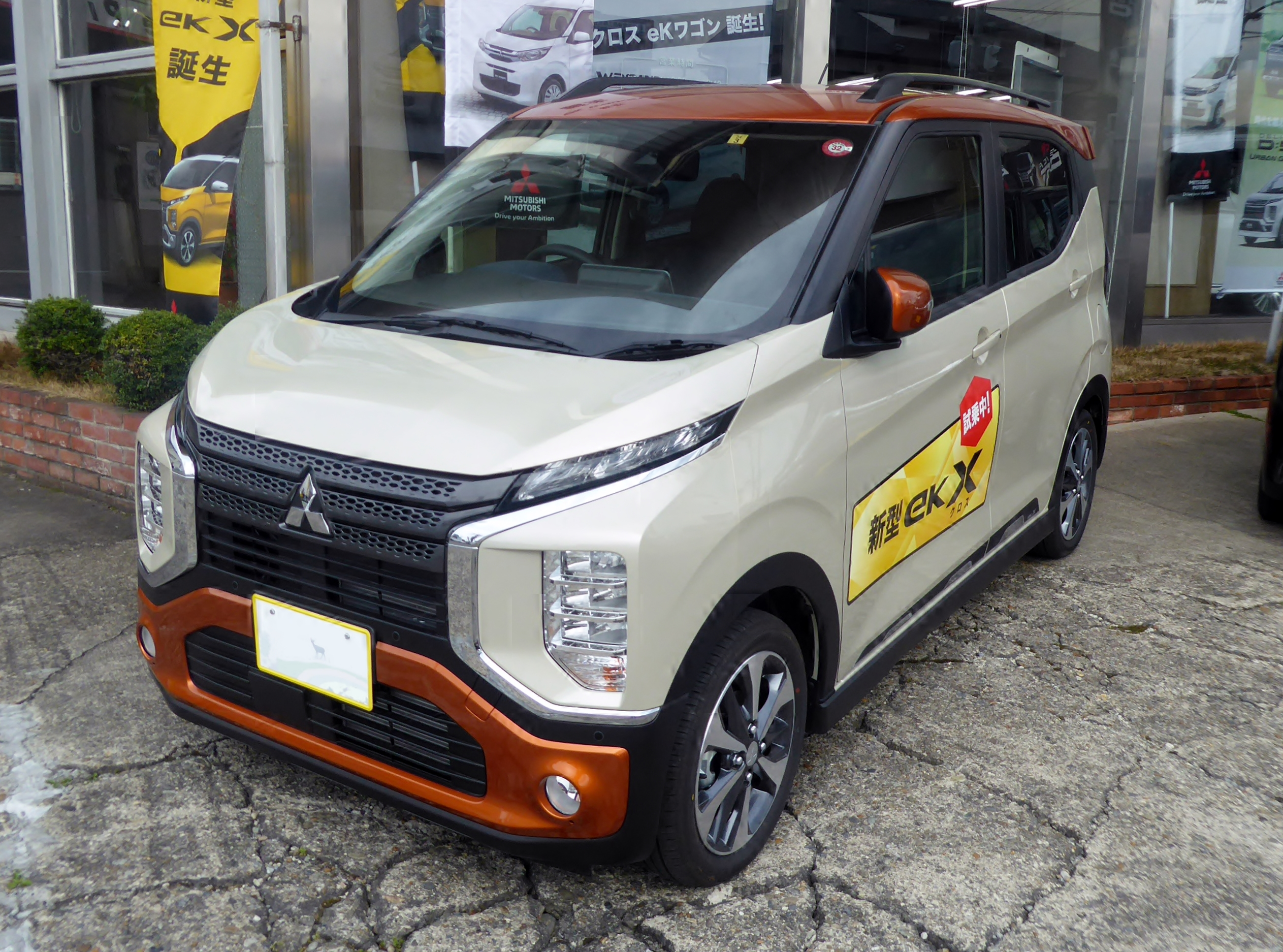
eK 크로스 전면부
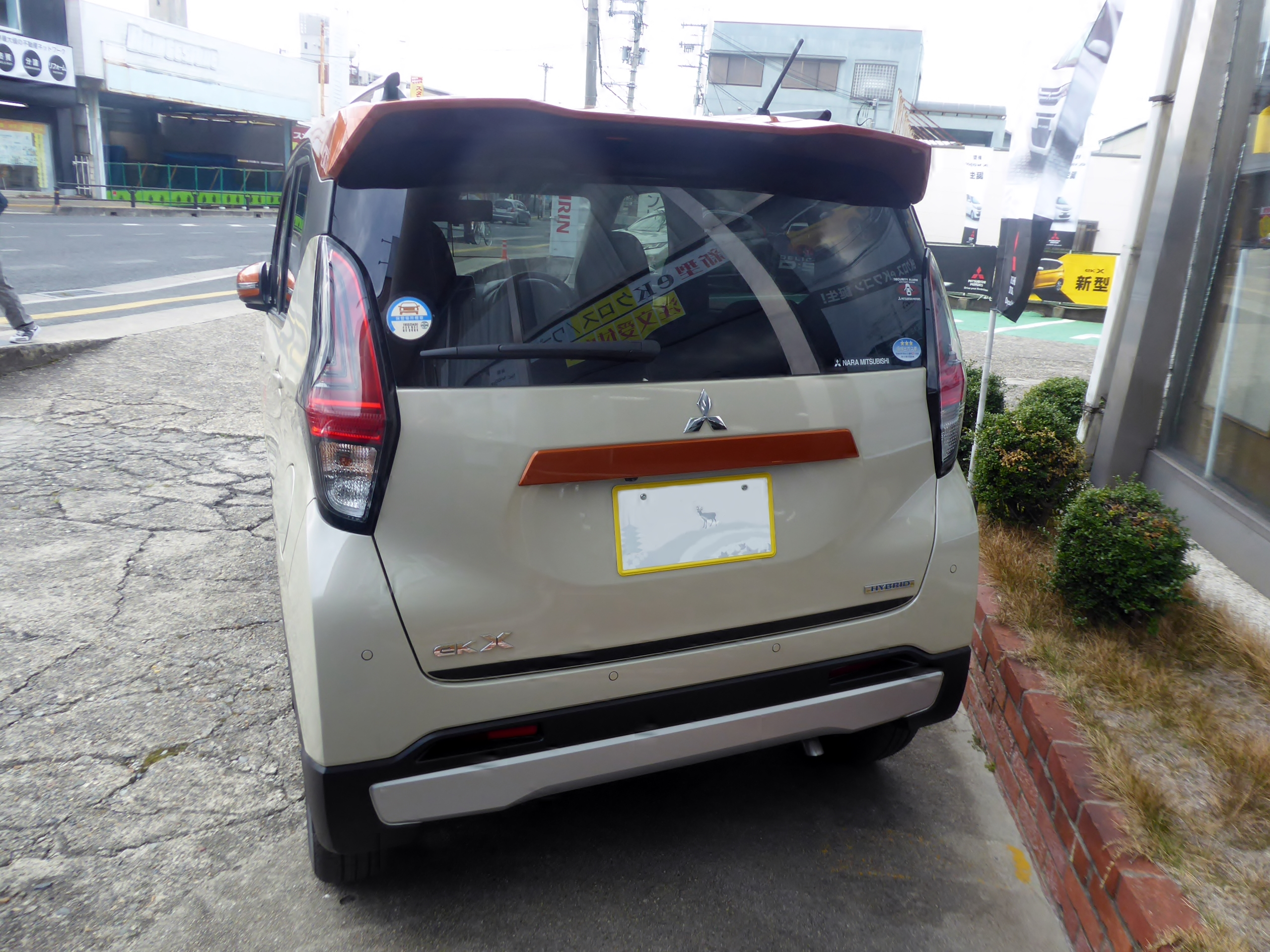
eK 크로스 후면부

## 같이 보기
- 닛산 오티 - 1/2세대의 형제차
- 닛산 데이즈 - 3세대 이후의 형제차
- 미쓰비시 톳포 - 2세대의 파생형 모델
- 미쓰비시 eK 스페이스- 3세대 이후의 파생형 모델